# 达尔福博阿廖泰尔梅
达尔福博阿廖泰尔梅（義大利語：Darfo Boario Terme），是意大利布雷西亚省的一个市镇。总面积36平方公里，人口15553人，人口密度432.0人/平方公里（2009年）。国家统计（ISTAT）代码为017065。